# Andrzej Dziuk
Andrzej Stanisław Dziuk (ur. 14 listopada 1954 w Sosnowcu) – polski reżyser i scenograf teatralny.

## Życiorys
Absolwent polonistyki na Uniwersytecie Śląskim w Katowicach. Przez rok kształcił się na Wydziale Filozofii w Akademii Teologii Katolickiej w Warszawie, w 1980 rozpoczął studia na Wydziale Reżyserii Dramatu w Państwowej Wyższej Szkoły Teatralnej w Krakowie, które ukończył w 1984.
W latach 1983–1985 był reżyserem Starego Teatru im. Heleny Modrzejewskiej w Krakowie. W 1985 wraz z grupą absolwentów krakowskiej PWST założył Teatr im. Stanisława Ignacego Witkiewicza w Zakopanem, obejmując stanowisko dyrektora naczelnego i artystycznego tej placówki.

## Odznaczenia i wyróżnienia
- Krzyż Kawalerski Orderu Odrodzenia Polski (2014)[1]
- Srebrny Medal „Zasłużony Kulturze Gloria Artis” (2005)[2]
- Nagroda Artystyczna Młodych im. Stanisława Wyspiańskiego (1987)
- Nagroda im. Konrada Swinarskiego – przyznawana przez redakcję miesięcznika „Teatr” (1988)
- Nagroda Związku Artystów Scen Polskich im. Leona Schillera (1988)
- Nagroda dla najlepszego reżysera X Międzynarodowego Festiwalu Teatrów Eksperymentalnych w Kairze (1998)
- Nagroda im. Zygmunta Hübnera CZŁOWIEK TEATRU 2024[3]

## Spektakle
Stary Teatr im. Heleny Modrzejewskiej Kraków
- 1983: Rdza
- 1983: Gra o każdym

Teatr im. Wojciecha Bogusławskiego Kalisz
- 1999: Szewcy

Teatr im. Stanisława Ignacego Witkiewicza
- 1984: Pragmatyści
- 1985: Autoparodia
- 1985: Życie jest snem
- 1986: Doktor Faustus
- 1986: Wielki teatr świata
- 1986: Cabaret voltaire
- 1987: Sic et non
- 1987: Np. Edyp
- 1987: Łysa
- 1989: Sonata b
- 1989: Jak wam się podoba. Próba
- 1989: If I
- 1989: Benedictus
- 1989: Szopka Don Cristobala
- 1990: Puzuk czyli uporczywa...
- 1991: Puszka Pandory. Tragedia monstrualna
- 1992: Kain
- 1992: Pieśń Abelone
- 1992: Szalej
- 1992: Nowe wyzwolenie
- 1993: Tema con variazioni
- 1993: Pokusa
- 1994: OL 12-7 stEG, Wien
- 1994: Droga
- 1995: Komedian-n?-ci czyli Zabawa
- 1995: Czarownice z Salem
- 1996: Sonata widm
- 1996: Nic
- 1996: Wariat i zakonnica
- 1996: Miguel Manara
- 1997: Buy some illusions
- 1998: Godni cas
- 1999: Caligula
- 1999: Kurka Wodna
- 2001: Czarodziejska góra
- 2002: Na Przełęczy
- 2003: Dżuma
- 2003: Pomroczność jasna
- 2004: Witkacy – appendix
- 2004: Panopticum
- 2005: Bal w Operze
- 2006: Dzień dobry państwu – Witkacy
- 2006: Dementia praecox Zakopianiensis
- 2007: Ceremonie
- 2007: Witkacy u Karola Szymanowskiego w Atmie
- 2008: Barabasz
- 2012: Na niby – naprawdę
- 2013: Nieprzyjaciel
- 2013: Halny (Niebezpieczne Sny)
- 2014: ONI – HA!SIO(R), czyli nie drażnić kota
- 2015: Metafizyka dwugłowego cielęcia
- 2016: Demonizm Zakopiański (variétés)
- 2016: Trans(fuzja) wg „Wierzycieli” A. Strindberga
- 2017: Takie małe NIC
- 2017: Operetka